# Ehrenplakette des Luftgaukommandos VIII
Die Ehrenplakette des Luftgaukommandos VIII war eine nichttragbare Auszeichnung der deutschen Luftwaffe während des Zweiten Weltkrieges, die vom General der Flieger Bernhard Waber 1942 für die Angehörigen des Luftgaukommandos VIII für gute Leistungen verliehen und über 700-mal ausgegeben wurde.

## Erste Form
Die hochrechteckige Plakette ist 140 mm hoch und 100 mm breit, aus Eisen gefertigt und mattschwarz gehalten. Sie zeigt auf ihrer Vorderseite einen Luftwaffenadler, der mit beiden Fängen den Knauf eines nach unten gerichteten Schwertes hält. Der Knauf des Schwertes zeigt dabei ein auf dem Kopf stehendes Hakenkreuz. Links des Schwertes ist die Darstellung des Breslauer Rathauses zu sehen sowie das darunter wehende Spruchband mit der Aufschrift: BRESLAU. Rechts des Schwertes wurde die Darstellung der Krakauer Burg versinnbildlicht, die ebenfalls von einem Spruchband mit der Aufschrift KRAKAU am unteren Rand umweht wird. Unter diesen beiden Darstellungen folgt die dreizeilige Inschrift: FÜR.GUTE.LEISTUNG / DER.KOMMANDIERENDE.GENERAL / UND.BEFEHLSHABER.IM.LGK.VIII.

## Zweite Form
Die zweite Form der Plakette unterscheidet sich geringfügig von ihrem Vorgänger, wobei das Schriftband unter dem Breslauer Rathaus (links) nun die Inschrift: SCHLESIEN zeigt und rechts statt der Inschrift BRESLAU nun GEN.GOUV. (Generalgouvernement) zu lesen ist. Die daran anschließende dreizeilige Inschrift lautet nun abgeändert: FÜR.GUTE.LEISTUNG / DER.KOMMANDIERENDE.GENERAL / UND.BEFEHLSHABER.
Überreicht wurden die Ehrenplaketten an den Beliehenen mit einer Verleihungsurkunde im Format DIN A5.